# استفان لمارچند
استفان لمارچند (انگلیسی: Stéphane Lemarchand؛ زادهٔ ۶ اوت ۱۹۷۱) بازیکن فوتبال اهل فرانسه است.
از باشگاه‌هایی که در آن بازی کرده‌است می‌توان به باشگاه فوتبال کان اشاره کرد.